# ラグナ・インゴルフスドッティル
ラグナ・インゴルフスドッティル（アイスランド語: Ragna Ingólfsdóttir、1983年2月22日 - ）は、アイスランドのバドミントン選手。レイキャビク出身。
アイスランドを代表する女子バドミントン選手であり、2007年のアイスランドアスリートオブザイヤーで3位になっている。2008年には北京オリンピックに出場し、1回戦で日本の広瀬栄理子と対戦したが第1ゲームを落とし、第2ゲームの途中で足の怪我により棄権した。